# Accidents et incidents liés à la conquête spatiale

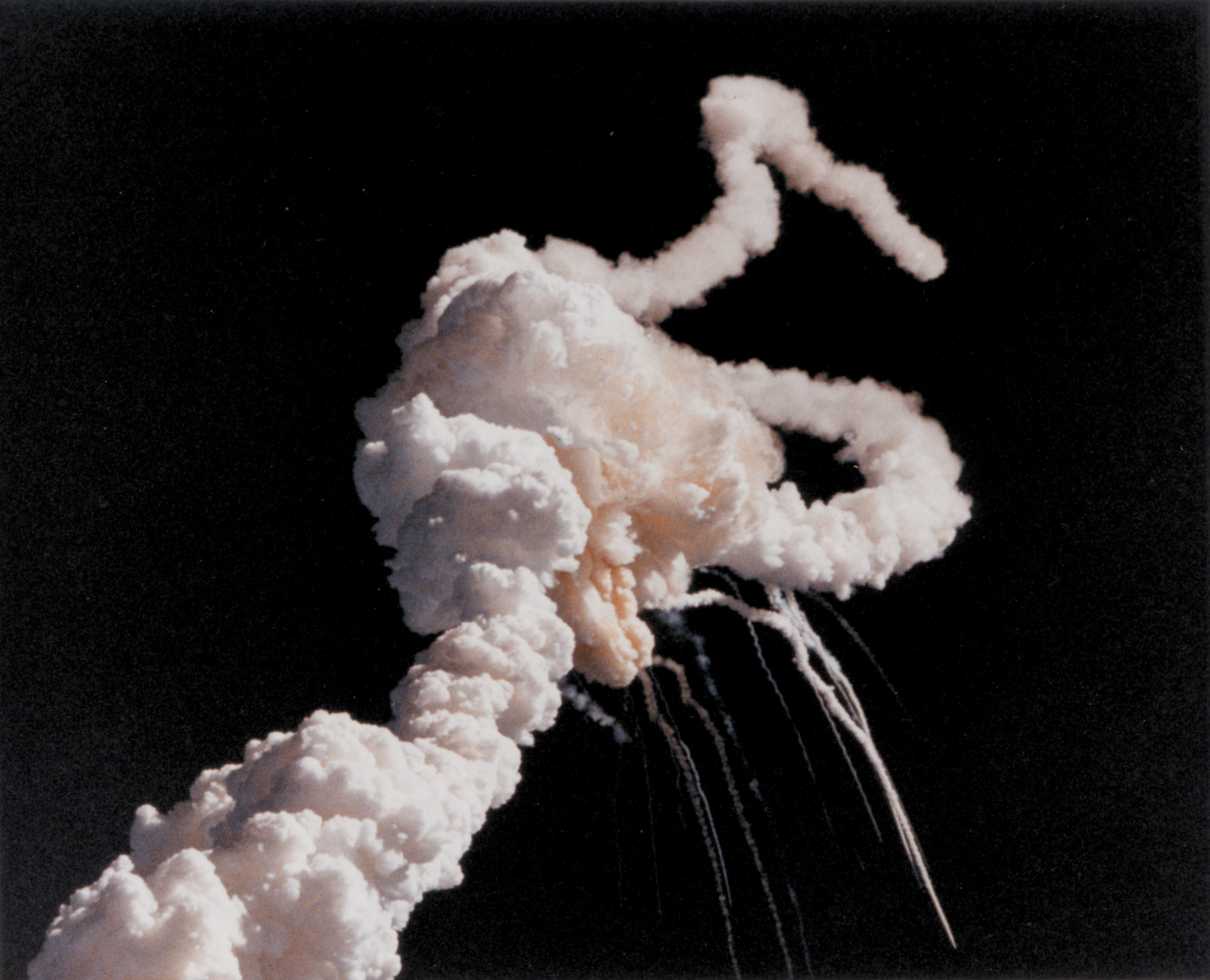
La navette spatiale Challenger s’est désintégré 73 secondes après le lancement quand des gaz chauds se sont échappés du SRB et ont formé un trou dans le réservoir extérieur à cause d'un défaut sur les joints toriques. Les sept membres d'équipage ont péri dans l'accident.

Les accidents spatiaux, que ce soit à l'entraînement ou lors de vols spatiaux, ont tué 30 astronautes (soit environ 5 % de toutes les personnes ayant été dans l'espace), et beaucoup plus parmi les membres des équipages au sol. Cet article donne une vision des désastres et quasi-désastres connus qui se sont produits durant des missions spatiales habitées, durant l'entraînement des astronautes et durant les tests, assemblage pour le vol d'engins spatiaux habités ou non. Ne sont pas inclus les problèmes dus à des accidents lors de tests d'ICBM, ni durant les essais de missiles russes et allemands durant la Seconde Guerre mondiale.
Dans cet article, le mot français spationaute est utilisé de manière générale, notamment pour désigner ensemble des astronautes / cosmonautes de différentes nationalités.

## Morts en vols spatiaux
L'histoire de l'exploration spatiale est jalonnée de nombreuses tragédies : en 2007, 19 spationautes ont trouvé la mort en vol, 11 à l'entraînement et les accidents sur aire de lancement sont responsables d'au moins 70 personnes au sol.
Vingt-deux personnes sont mortes dans un véhicule spatial : trois sur Apollo 1, une sur Soyouz 1, une sur X-15-3, trois sur Soyouz 11, sept sur Challenger, et sept sur Columbia.
Aucun mort n'est à déplorer lors des missions Soyouz depuis 1971 (et donc aucun avec la conception actuelle du Soyouz). Deux incidents majeurs (incendie sur le pas de tir et échec de la mise en orbite) ont démontré la conception robuste de la capsule. On peut noter que les cosmonautes à bord d'une capsule Soyouz ont plus de chances de survivre à un accident du type de celui de Challenger, la capsule russe disposant d'une tour d'éjection et d'un système de retour au sol complètement automatique.
La NASA honore les astronautes ayant perdu la vie dans l'exercice de leur mission par un mémorial, le Space Mirror Memorial, dans le complexe touristique du centre spatial Kennedy à Merritt Island en Floride. Les cosmonautes russes, durant l'époque de l'Union des républiques socialistes soviétiques, étaient généralement honorés par un enterrement à la Nécropole du Kremlin à Moscou.

## Accidents mortels en vol
Il y a eu cinq accidents mortels en vol. Dans chaque cas, tout l'équipage est mort. 
- 24 avril 1967 : Problème de parachute : Union des républiques socialistes soviétiques, le cosmonaute Vladimir Komarov meurt à bord de Soyouz 1[2]. Sa mission d'un jour a été émaillée par une série d'incidents pour le vol inaugural de cette nouvelle capsule spatiale, culminant avec la mise en torche du parachute peu après la rentrée atmosphérique. Komarov est mort à la suite de l'écrasement au sol de sa capsule.
- 15 novembre 1967 : Problème de contrôle : Michael J. Adams meurt durant le vol suborbital dans un avion fusée[3]. Le major Adams était un pilote de l'United States Air Force participant au programme NASA / USAF X‑15. Durant le vol X‑15 191, son 7e vol, l'avion commence par présenter des problèmes électriques, puis des problèmes de contrôle à l'apogée du vol. Il est aussi possible que le pilote ait été désorienté. Durant la rentrée depuis 81,1 km d'altitude, le X‑15 fit des embardées hors de contrôle et se mit en rotation à la vitesse de Mach 5. L'accélération excessive conduisit à la dislocation du X-15 à l'altitude de 19,8 km. On décerna à titre posthume les ailes d'astronaute au major Adams puisque le vol dépassa l'altitude de 80,5 km (qui est la définition de la frontière de l'espace pour l'USAF), bien qu'il n'ait pas atteint la limite reconnue internationalement de l'espace qui est à 100 km.
- 30 juin 1971 : Équipage exposé au vide de l'espace : L'équipage du Soyouz 11, Georgi Dobrovolski, Viktor Patsayev et Vladislav Volkov, ont été tués après désamarrage de la station spatiale Saliout 1 après un séjour de 3 semaines. Une valve s'est ouverte accidentellement lors de la séparation du module de service, laissant l'air s'échapper dans l'espace. La rentrée atmosphérique et l'atterrissage se déroulèrent de façon entièrement automatique, et le décès de l'équipage ne fut constaté qu'après l'ouverture du module[4].
- 28 janvier 1986 : La navette se désintègre après le décollage : Premier accident mortel incluant un vol multiple dans un programme américain. La navette spatiale Challenger est détruite 73 secondes après le décollage. L'analyse de l'accident a montré une défaillance d'un joint qui a permis aux gaz chauds venant du booster (SRB) de s'échapper. Ceux-ci ont attaqué la paroi du réservoir externe ainsi que la liaison entre le réservoir et le booster. La liaison du booster abîmée, le SRB s'est mis à tourner sur lui-même ce qui a accéléré la destruction du réservoir. La région arrière du réservoir, touché, a déclenché la désintégration de Challenger, entraînant la perte des sept membres d'équipage : Greg Jarvis, Christa McAuliffe, Ronald McNair, Ellison Onizuka, Judith Resnik, Michael J. Smith, et Dick Scobee. Les enquêteurs de la NASA ont déterminé qu'au moins deux membres de l'équipage avaient pu survivre à la première  désintégration (leurs réservoirs d'oxygène de secours ayant été utilisés). Conscients ou non, ces survivants furent tués lors de l'impact de l'habitacle (presque intact) avec la surface de l'eau à 320 km/h[5].
- 1er février 2003 : La navette se désintègre en entrant dans l'atmosphère : La navette spatiale Columbia fut détruite lors de sa rentrée dans l'atmosphère après une mission de deux semaines. Des dommages sur le système de protection thermique de la navette ont abouti à une défaillance structurelle sur l'aile gauche provoquant finalement la désintégration de la navette. Les enquêtes après la tragédie ont révélé que les dommages sur l'arête renforcée de l'aile étaient dus à un bloc de mousse isolante qui s'était détaché du réservoir extérieur durant le décollage. L'équipage disparu était constitué de Rick D. Husband, William McCool, Michael P. Anderson, David M. Brown, Kalpana Chawla, Laurel B. Clark, et Ilan Ramon[6].

## Accidents à l'entraînement
En plus des accidents en vol, onze spationautes ont été tués durant l'entraînement.
- 23 mars 1961 : Feu à bord : Premier décès dû à l'exploration spatiale. Valentin Bondarenko s'entraînait dans une chambre à basse pression dans une atmosphère d'oxygène. Il a fait tomber accidentellement un tissu imbibé d'alcool sur un élément électrique chaud. Dans l'environnement d'oxygène pur, l'atmosphère s'est soudainement embrasée. Bondarenko était à peine vivant lorsque la chambre a été ouverte : brûlé sur toute la surface du corps, on posa les perfusions sur la plante de ses pieds, seules parties du corps restées intactes grâce à ses chaussures. Il mourut des suites de ses brûlures peu de temps après son entrée à l'hôpital. La mort de Bondarenko n'a pas été connue du grand public pendant longtemps, les dirigeants soviétiques l'ayant cachée.
- 31 octobre 1964 : Collision d'oiseau : Theodore Freeman fut tué lorsqu'une oie est entrée en collision avec l'habitacle de son avion T-38 d'entraînement. Des morceaux de Plexiglas pénétrèrent dans le moteur et provoquèrent sa destruction. Freeman actionna son siège éjectable, mais il était trop près du sol pour que son parachute s'ouvre correctement. La création du siège éjectable zéro-zéro a éliminé ce problème.
- 28 février 1966 : Crash à l'atterrissage : Accident aérien du 28 février 1966 à Saint-Louis, l'équipage originel de Gemini 9, Elliott See et Charles Bassett, furent tués alors qu'ils tentaient de faire atterrir leur T-38 par mauvais temps. See a mal jugé l'approche et s'est écrasé sur l'usine aéronautique McDonnell.
- 27 janvier 1967 : Feu à bord : Un feu a eu raison de l'équipage d'Apollo 1 durant un entraînement dans leur capsule. Une étincelle électrique a mis le feu à l'environnement d'oxygène pur, tuant Gus Grissom, Edward White et Roger Chaffee, en un accident analogue à celui de Bondarenko en 1961.
- 5 octobre 1967 : Défaut de contrôle : Clifton Williams mourut après un problème mécanique qui a causé la perte de réponse des contrôles de son T-38. Il faisait partie de l'équipage de remplacement pour la mission Apollo 9 et devait être le pilote du module lunaire pour Apollo 12. L'écusson d'Apollo 12 a quatre étoiles : une pour chaque spationaute de l'équipage plus une pour Williams.
- 8 décembre 1967 : Crash d'avion : Robert Henry Lawrence, Jr., devait être le premier spationaute afro-américain pour le programme Manned Orbital Laboratory (Laboratoire Orbital Habité), mais il n'alla jamais dans l'espace. Il est mort dans un accident  a cause de son   F-104 Starfighter sur la base aérienne d'Edwards en Californie.
- 27 mars 1968 : Crash d'avion : Youri Gagarine mourut dans l'accident de son MiG-15 d'entraînement pendant qu'il préparait la mission Soyouz 3. Le rapport officiel parla de collision d'oiseau ou du fait qu'il aurait tourné trop vite dans le but d'éviter quelque chose dans l'air pour expliquer l'accident. Mais en 2003 il apparut que le KGB avait trouvé que le rapport officiel était faux et que l'accident était dû à une négligence humaine ; un colonel aurait donné à Gagarine un rapport météorologique erroné. Le gouvernement soviétique décida de changer la version officielle de sa mort car Gagarine était un héros national et que mourir dans un accident d'entraînement était une mauvaise publicité. Il fut donc publié que Gagarine était mort héroïquement lors du test d'un prototype top-secret[7].
- 11 juillet 1993 : Noyade : Sergueï Vozovikov (en) mourut lors d'un stage de survie en Mer Noire, des filets de pêches l'ayant piégé.

## Accidents graves (sans morts)

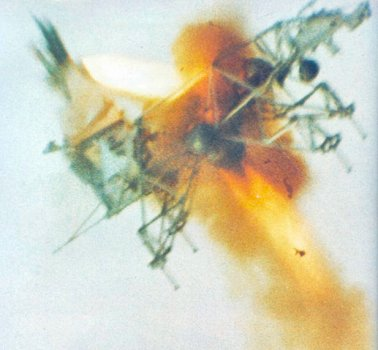
Le pilote Stuart Present s'éjecte du véhicule d'entraînement à l'atterrissage lunaire. Neil Armstrong a aussi fait une éjection de ce type. (NASA)

Beaucoup de missions et d'entraînements ont connu des accidents qui auraient pu être fatals. Les accidents sont de plusieurs types : plusieurs entrées dans l'atmosphère délicates (Soyouz 5), la capsule Mercury 4 coulant, et l'équipage de Voskhod 2 passant une nuit dans une forêt, cerné par les loups.
- 12 avril 1961 : Échec de séparation : Durant le vol de Vostok 1, après enclenchement de la rétropropulsion, le module de service de Vostok resta attaché au module de rentrée par quelques fils. Les deux moitiés du vaisseau devaient se séparer dix secondes après enclenchement des rétrofusées. Mais ils ne se séparèrent que 10 minutes après, quand le paquet de fils brûla. Les calculs de rentrée dans l'atmosphère étaient faussés et la capsule se mit à tourner sur elle-même jusqu'à ce que, après séparation, il fut possible de la stabiliser.
- 21 juillet 1961 : La capsule coule : Après que Liberty Bell 7 amerrit dans l'Atlantique, l'écoutille a été expulsée par le système d'urgence, laissant l'eau entrer dans la capsule et manquant de noyer Gus Grissom, qui réussit à s'extraire de celle-ci avant qu'elle coule. Grissom réussit à être hélitreuillé par l'hélicoptère de sauvetage, alors que sa combinaison s'emplissait d'eau et l'entraînait au fond de l'eau.
- 18 mars 1965 : Erreur de conception de la combinaison spatiale : Alexei Leonov fut le premier marcheur spatial lors de la mission Voskhod 2. Après douze minutes à l'extérieur, La combinaison de Leonov s'était gonflée au point de ne pouvoir rentrer par la trappe de sortie. Il ouvrit une valve pour permettre à la pression de la combinaison de s'évacuer, et fut à peine capable de rentrer dans la capsule avant d'être pris de vertiges dus à la basse pression.
- 29 août 1965 : Erreur de programmation : La capsule Gemini 5 atterrit à 130 km de son point prévu dans l'océan Pacifique à cause d'une erreur de programmation. La période de révolution de la Terre a été programmée comme étant d'un jour solaire à la place d'un jour sidéral.
- 17 mai 1966 : Problème d'équipement : Gemini 8 : Un propulseur d'attitude défectueux refusa de s'éteindre et entraîna la capsule dans une rotation incontrôlée. La force centrifuge devient tellement intense que l'équipage fit un black-out avant de pouvoir reprendre le contrôle.
- Trois des cinq véhicules d'entraînement et de recherche sur l'atterrissage lunaire (LLRV et LLTV) ont été détruits :
  - 6 mai 1968 : Le LLRV no  1 s'écrase à Ellington, Texas ; Neil Armstrong (pilote) s'éjecte sans dommage.
  - 8 décembre 1968 : Le LLTV No. 1 s'écrase à Ellington, Texas. Joseph Algranti s'éjecte sans dommage.
  - 29 janvier 1971 : Un LLTV s'écrase à Ellington, Texas. Stuart Present s'éjecte sans dommage.
- 18 janvier 1969 : Problème de séparation : Soyouz 5 eut une rentrée atmosphérique et un atterrissage difficiles lorsque le module de service de la capsule refusa de se séparer, forçant la capsule à rentrer de façon incorrecte. Le module de service se délita avant que la capsule fût détruite, autorisant un rude atterrissage dans l'Oural.
- 21 février 1969 : Moteur du premier étage débranché : Le lanceur N-1 explose au cours du décollage de son premier vol.
- 3 juillet 1969 : Explosion des moteurs du premier étage : Le lanceur N-1 effectue son deuxième vol. À quelques centaines de mètres de haut, des moteurs explosent et la fusée prend feu. Elle retombe sur son pas de tir, ce qui provoque une gigantesque explosion qui détruira ce même pas-de-tir. Il faudra plus de deux ans pour le reconstruire.
- 14 novembre 1969 : Foudre : la fusée qui lança Apollo 12 fut frappée par la foudre peu de temps après le décollage. La plupart des systèmes à bord furent momentanément hors service, incluant les systèmes de guidage et de navigation. Le vol ne fut pas annulé car la fusée Saturn V avait son propre système de navigation, qui n'avait pas été affecté.
- 13 avril 1970 : Explosion à bord : le plus célèbre désastre évité de justesse, l'équipage d'Apollo 13 retourna sur Terre après qu'une explosion fut survenue dans le vaisseau en route pour la Lune. Ils survécurent, après que la plupart des systèmes à bord furent mis hors service, en utilisant le module lunaire pour leur apporter le nécessaire à leur survie et l'énergie pour le retour[8],[9].
  - Apollo 13 a aussi connu un problème au lancement qui fut à deux doigts de provoquer l'avortement du lancement, mais cela fut occulté par les événements ultérieurs. Le moteur central du deuxième étage connut de violentes secousses ce qui entraîna son extinction prématurée. L'engin de deux tonnes, solidement amarré, oscillait de haut en bas, en une oscillation d'amplitude 76 mm et de fréquence 16 Hz. Après trois secondes d'oscillations, le commutateur de la chambre à basse pression s'actionna et coupa le moteur, bien qu'il ne fût pas conçu pour ce cas. Si ce phénomène avait perduré, cela aurait pu conduire à la désintégration de la fusée.
- 23 janvier 1971 : Crash d'hélicoptère : Gene Cernan volait à bord d'un hélicoptère pour son entraînement comme commandant de remplacement d'Apollo 14. L'hélicoptère s'écrasa dans la rivière Banana [réf. souhaitée] à Cap Canaveral en Floride. Cernan se noya presque car il ne portait pas de gilet de sauvetage et reçut des brûlures au second degré. Les rapports officiels parlèrent de problème mécanique. Plus tard, dans son autobiographie, Cernan admit qu'il volait trop bas pour impressionner les marins du coin. James McDivitt, un manager d'Apollo, demanda que Cernan soit retiré des équipages en vol et qu'il ne soit pas le commandant d'Apollo 17. Mais Cernan fut défendu par Deke Slayton et le commandement d'Apollo 17 lui fut donné. James McDivitt démissionna peu après Apollo 16.
- 5 avril 1975 : Problème de séparation : La mission Soyouz 18a s'est presque terminée en désastre lorsque les deuxième et troisième étages ne se séparèrent pas à cause de boulons explosifs défectueux. La capsule se sépara en urgence de la fusée porteuse et exécuta une rentrée de manière non conventionnelle. À cause de la vitesse de rentrée, l'équipage souffrit d'accélération allant jusqu'à 21,3 g. Après l'atterrissage, le véhicule roula au bas d'une colline et s'arrêta au bord d'un précipice. Bien que l'équipage ait survécu, Vassili Lazarev, le commandant, ne put jamais plus voler à cause des nombreuses blessures internes causées par l'accélération subie.
- 24 juillet 1975 : Gaz toxique à bord : Durant la descente finale et le déploiement du parachute du module de commande du projet test Apollo-Soyouz, l'équipage des États-Unis a été exposé à du peroxyde d'azote à 300 μL/L venant de la navette et entrant par l'arrivée d'air de la cabine. Un bouton avait été laissé dans la mauvaise position. Un taux de 400 μL/L est fatal. Le cœur de Vance Brand s'est arrêté mais il fut sauvé. Les membres d'équipage ont souffert de sensations de brûlures à leurs yeux, visage, gorge et poumons. Thomas Stafford a pris rapidement les masques à oxygène d'urgence et en a mis un à Brand et donné un à Deke Slayton. L'exposition au gaz a duré depuis une altitude de 7 300 m jusqu'au sol. L'équipage a été hospitalisé deux semaines à Hawaii avant que leurs poumons reviennent à la normale.
- 16 octobre 1976 : La capsule d'atterrissage coule : La capsule Soyouz 23 atterrit sur un lac gelé et perça la surface, entraînée au fond du lac par le parachute. L'équipage a été sauvé après une mission de sauvetage très difficile[10].
- 26 septembre 1983 : Feu dans le véhicule de lancement : L'équipage du Soyouz T-10-1 fut sauvé par le système de secours quand la fusée qui devait les propulser dans l'espace a pris feu sur le pas de lancement.
- 29 juillet 1985 : STS-51-F : Problème de moteur de la navette spatiale en vol : Après cinq minutes, quarante-cinq secondes d'ascension, un des trois moteurs principaux de Challenger s'éteignit à cause d'une erreur de lecture de la température excessive. Au même moment et pour les mêmes raisons un deuxième moteur s'est presque arrêté, mais ceci fut découvert et réparé par action des contrôleurs de vol. Si le deuxième moteur s'était arrêté, la navette se serait écrasée dans l'Atlantique et l'équipage aurait sûrement été perdu. Il n'existait pas de procédure de renflouement avant la mission Challenger STS-51-L et son désastre. Cette mission se termina par le retour sur Terre via une procédure de sortie d'orbite qui permit à la navette un retour sauf.
- 5 septembre 1988 : Problème de senseurs : Les cosmonautes Vladimir Liakhov et Abdul Ahad Mohmand (d'Afghanistan) du programme Soyouz TM-5 se séparèrent de la station spatiale Mir. Il se séparèrent du module orbital et se préparèrent à la mise à feu pour sortie d'orbite. Mais rien ne se passa car le senseur infrarouge d'altitude ne donnait pas la bonne altitude. Sept minutes plus tard, la bonne altitude fut atteinte. Le moteur principal se mit en route, mais Lyakhov le coupa après 3 secondes pour éviter un atterrissage trop catastrophique (à une vitesse trop élevée). Une deuxième mise en route trois heures plus tard dura seulement six secondes. Lyakhov essaya immédiatement de sortir de l'orbite manuellement, mais l'ordinateur coupa le moteur après soixante secondes. Après trois essais, les spationautes ont été obligés de rester en orbite un jour de plus, attendant qu'ils reviennent en alignement pour la descente vers le site d'atterrissage. Ils sont restés un jour de plus dans le module de descente exigu avec peu de nourriture et d'eau et sans commodités. La descente se passa normalement le 7 septembre 1988.
- 4 juin 1996 : Erreur informatique : Durant son premier vol, la fusée Ariane V explose à 4 000 mètres d'altitude, 40 secondes après le décollage. Une erreur informatique l'a fait partir dans une mauvaise direction, ce qui a déclenché le mécanisme d'autodestruction.
- 23 février 1997 : Feu à bord : Un feu prit à bord de la station spatiale Mir quand une boîte de perchlorate de lithium utilisée pour générer de l'oxygène a fui. Le feu fut éteint en 90 secondes mais la fumée resta plus longtemps.
- 25 juin 1997 : Collision dans l'espace : Durant le test de ré-amarrage avec le vaisseau cargo Progress-M 34, ce dernier entra en collision avec le module Spektr, entraînant des dommages aux panneaux solaires et un trou dans le module Spektr qui se dépressurisa. L'équipage put isoler le module du reste de la station.
- 23 juillet 1999 : Manque d'énergie du moteur et fuite d'hydrogène : Cinq secondes après le décollage, un court-circuit mit hors-service les contrôles de deux moteurs de la navette spatiale. Les moteurs ont automatiquement enclenché pour le système de secours. En cas d'autre court-circuit, la navette aurait risqué de plonger dans l'océan. Dans le même temps, un problème dans un moteur entraîna une fuite d'hydrogène. Cela a causé une panne de carburant mais la navette a quand même pu effectuer sa mission sur une orbite un peu plus basse.
- 11 octobre 2018 : Défaillance de propulseur d’appoint : deux minutes après le décollage, un incident à la séparation des propulseurs contraint le Soyouz MS-10 à annuler sa mission et à retourner sur terre en vol balistique. Les deux membres d’équipage sont sains et saufs.

## Accidents fatals avec civils et équipe au sol, hors entraînements
Les accidents fatals lors d'entraînements sont listés précédemment dans cet article.
| Date             | Lieu                                             | Morts    | Nature du désastre |
| ---------------- | ------------------------------------------------ | -------- | --- |
| 17 mai 1930      | Berlin, Allemagne                                | 1        | Max Valier meurt dans l'explosion d'un moteur-rocket. |
| 10 octobre 1933  | Allemagne                                        | 3        | Explosion dans une chambre de construction de rocket. |
| 16 juillet 1934  | Kummersdorf, Allemagne                           | 3        | Explosion au sol d'un moteur lors d'une expérience. |
| 24 octobre 1960  | Cosmodrome de Baïkonour, RSS du Kazakhstan, URSS | 78 à 126 | Catastrophe de Nedelin : explosion d'un ICBM R-16 sur le pas de lancement. |
| 14 avril 1964    | Cap Canaveral, Floride, États-Unis               | 3        | Une fusée Delta s'alluma dans un laboratoire, tuant trois techniciens et en blessant neuf. L'allumage fut causé par une étincelle d'électricité statique. |
| 7 mai 1964       | Braunlage, Allemagne de l'Ouest                  | 3        | Une fusée construite par Gerhard Zucker explosa et tua et blessa des spectateurs. |
| 2 juillet 1964   | Cap Canaveral, Floride, États-Unis               | 1        | Oscar Simmons tombe du 46e étage du bâtiment d'assemblage de véhicule durant sa construction. |
| 3 août 1965      | Cap Canaveral, Floride, États-Unis               | 1        | La foudre tua Albert J. Treib sur le pas de lancement B du complexe de lancement 39. |
| 26 juin 1973     | Cosmodrome de Plesetsk, Union soviétique         | 9        | Explosion au lancement de la fusée Cosmos-3M. |
| 18 mars 1980     | Cosmodrome de Plesetsk, Union soviétique         | 48       | Catastrophe du cosmodrome de Plessetsk. Explosion lors du ravitaillement en carburant de la fusée Vostok. |
| 19 mars 1981     | Cap Canaveral, Floride, États-Unis               | 2        | Hypoxie pendant les préparatifs pour la mission STS‑1. |
| 5 mai 1995       | Centre spatial guyanais, Guyane, France          | 2        | Hypoxie ; Luc Celle et Jean-Claude Dhainaut meurent durant l'inspection du mât du pas du lancement. |
| 14 février 1996  | Xichang, Chine                                   | 56       | La fusée de la Longue Marche vira hors trajectoire deux secondes après lancement, s'écrasant dans le village proche et détruisant 80 maisons, tuant 56 personnes selon les sources chinoises et 200 selon les services de renseignement des États-Unis. |
| 1er octobre 2001 | Cap Canaveral, Floride, États-Unis               | 1        | Bill Brooks, un conducteur d'engins, fut tué lors d'un accident au complexe de lancement 37. |
| 12 mai 2002      | Cosmodrome de Baïkonour, Kazakhstan              | 7        | Après avoir été placée sur une maquette de fusée Energia dans le bâtiment d'assemblage d'Energia, la première des cinq navettes spatiales du projet Bourane, la OK-1.01 "Bourane", est détruite avec son support après l'effondrement du toit du bâtiment en raison de vents très violents et d'un mauvais entretien des installations, tuant ainsi 7 ouvriers occupés à le réparer. |
| 15 octobre 2002  | Cosmodrome de Plesetsk, Russie                   | 1        | Un Soyouz-U explose 29 secondes après lancement, tuant un soldat, Ivan Marchenko, et blessant 8 autres. [réf. souhaitée] Cela mit aussi le feu à une forêt proche et le pas de lancement fut endommagé. |
| 1er février 2003 | Texas, États-Unis                                | 9        | Durant les recherches des débris de Navette spatiale Columbia qui a couté la vie aux sept membres de l'équipage, un hélicoptère s'écrasa, tuant Jules F. Mier Jr. et Charles Krenek, et blessant trois autres personnes. |
| 22 août 2003     | Centre de lancement d'Alcântara, Brésil          | 21       | Explosion au sol d'un lanceur VLS-1. |
| 26 juillet 2007  | Spatioport de Mojave, États-Unis                 | 3        | Explosion durant un test statique du moteur-fusée utilisé par le vaisseau SpaceShipTwo. |